# Ланг Лів
Ланг Лів (народилася 8 вересня 1980 року) — австралійська прозаїкиня і поетка.   

## Раннє життя
Лів народилася в таборі для біженців у Таїланді, куди її батьки втекли від режиму Червоних кхмерів у Камбоджі. 
Вона наймолодша дитина в сім'ї. У 1981 році її родина мігрувала до Австралії.  Лів виросла в передмісті Кабраматта, Сідней.   
Зацікавленість літературою в Лів з’явилася ще в дитинстві. Вона переписувала свої вірші в книжки, які робила вручну і потім передавала своїм одноліткам у школі. 

## Освіта
Лів навчалася в коледжі образотворчих мистецтв у Сіднеї. Спільнота біженців, до якої вона належала, критично сприйняла таке її рішення, оскільки цю сферу вважали фінансово нестабільною, а тому непрактичною. Тим не менш, Лів не змінила рішення.  Її дипломна робота під назвою «Косплей Лоліти» в коледжі принесла їй стипендію Черчилля . 

## Кар'єра
Хоча Лів відома як письменниця, спочатку вона заснувала культовий модний лейбл Akina, який приніс їй премію Qantas Spirit of Youth.   
У 2012 році Лів почала публікувати свої вірші на Tumblr, і її роботи зібрали велику кількість прихильників. 
У 2013 році вона самостійно видала свою першу збірку поезії та прози під назвою «Любов і нещастя» .  Книга стала хітом і привернула увагу літературних агентів у Нью-Йорку. Лів підписала контракт з New York Agency, Writers House, перш ніж їй запропонували видавничу угоду з Ендрюсом МакМілом.    Книга-бестселер посіла перше місце на Amazon. 
Наступного року побачила світ збірка Lullabies, яка отримала премію Goodreads Choice Award for Poetry.  Newsweek відзначає Лів за популяризацію поезії. 
Згодом Лів опублікувала ще п’ять поетичних збірок: Memories (2015), The Universe of Us (2017), Sea of Strangers (2018) і Love Looks Pretty on You (2018), кожна з яких була номінована на премію Goodreads Choice Award за поезію. 
Її дебютний молодіжний роман «Sad Girls» посів перше місце в чарті бестселерів художньої літератури Straits Times і викликав неоднозначні відгуки. Журнал Bustle писав: «Sad Girls змусять вас умиватися сльозами; цей дебют неймовірно потужний».  The New Straits Times і The Star (Малайзія) розкритикували роман за недостатню глибину та розвиток персонажів.  

## Стиль і натхнення
Вона пише переважно римовані та прозові вірші. Тон її творчості сповідальний.
Лів вважає Емілі Дікінсон джерелом свого натхнення. Вона захоплюється здатністю поетки передавати сильні емоції в коротких віршах. Наслідуючи Емілі, вона також цитує Роберта Фроста  . Теми природи, кохання, смерті та часу, що повторюються у віршах Фроста, часто з’являються у творчості Лів.

### Збірки поезії та прози
- Love and Misadventure (2013)
- Lullabies (2014)
- Memories (2015)
- The Universe of Us (2016)
- Sea of Strangers (2018)
- Love Looks Pretty on You (2019)
- September Love (2020)
- The Gift of Everything (2021)
- Self-Love for Small-Town Girls (2023)

### Поезія
- Anthology of Love (2017)

### Романи
- Sad Girls (2017)
- Poemsia (2019)
- Others Were Emeralds (2023)